# 巴卡雷斯
巴卡雷斯，是西班牙安达卢西亚自治区阿尔梅里亚省的一个市镇。 总面积95km2, 总人口284人（2001年），人口密度3人/km2。